# Quentin Beunardeau
Quentin Beunardeau (Le Mans, 27 febbraio 1994) è un calciatore francese, portiere del Red Star.

## Carriera

### Club
Beunardeau inizia a giocare a calcio nel 1999 nelle giovanili del SO Maine. Nel 2004 entra a far parte del centro di formazione del Le Mans.
Il suo debutto tra i professionisti avviene il 28 luglio 2012, nella partita di Ligue 2 che vede il Le Mans affrontare il Lens. La partita termina 2-2 e nell'occasione Beunardeau gioca tutti e 90 i minuti. Nel corso della stagione, Beunardeau gioca titolare in altre quattro occasioni.
A fine stagione, a seguito del fallimento del Le Mans, Beunardeau si ritrova svincolato. Dopo aver effettuato provini con Sampdoria, Bayern Monaco, Villareal e Standard Liegi, Beunardeau firma infine nel gennaio del 2014 un contratto di tre anni con il Nancy Lorraine. Non trovando spazio nel Nancy, per la stagione 2015-2016 viene prestato al Tubize, formazione militante nella seconda divisione belga. Le sue buone prestazioni convincono la squadra belga a confermare per un altro anno il portiere, che quindi rescinde il contratto con il Nancy per firmarne uno nuovo con il Tubize.
Il 3 luglio 2017 l'FC Metz annuncia l'acquisto di Beunardeau, il quale firma un contratto di due anni.
Dopo una sola stagione in Francia, con sole tre presenze all'attivo, il 17 luglio 2018 Beunardeau si trasferisce a titolo definitivo ai portoghesi del CD Aves.

### Nazionale
Beunardeau ha giocato in tutte le selezioni francesi giovanili dall'Under-16 fino all'Under-20.
Il 3 dicembre 2009 ha debuttato con l'Under-16 nell'amichevole contro i pari età del Belgio vinta per 1-0.
Nel giugno 2011 è convocato dall'allenatore dell'Under-17 per il campionato mondiale di calcio Under-17 in Messico, dove la Francia è eliminata ai quarti di finale dai padroni di casa.
Dopo una breva parentesi con l'Under-18, nel luglio 2013 è scelto dall'allenatore dell'Under-19 Francis Smerecki per partecipare al campionato europeo di calcio Under-19 2013. Il torneo vede i francesi perdere in finale contro i pari età della Serbia.
Dopo l'Europeo, Beunardeau entra a far parte anche dell'Under-20.

## Palmarès

### Club

#### Competizioni nazionali
- Championnat National: 1

Red Star: 2023-2024